# (16386) 1981 ET34
A (16386) 1981 ET34 a Naprendszer kisbolygóövében található aszteroida. Schelte J. Bus fedezte fel 1981. március 2-án.